# Aviatsiya
Aviátsiya (del ruso: Авиа́ция), es un jútor del raión de Beloréchensk del krai de Krasnodar, en Rusia. Se sitúa en la orilla izquierda del río Bélaya, afluente del Kubán, 39 km al noroeste de Beloréchensk y 41 km al este de Krasnodar, la capital del krai.
Pertenece al municipio Riazánskoye.